# Maniac (músico)
Sven Erik Kristiansen (19 de fevereiro de 1969) é um músico norueguês. Ele é conhecido por ser ex-vocalista da banda de black metal Mayhem com o apelido Maniac.

## Vida Pessoal
Kristiansen tem dois filhos, uma filha de um relacionamento anterior e um filho com sua ex-namorada, Hilma. Ele disse que desde que se tornou pai, tornou-se mais consciente do que se expõe e menos destrutivo. Durante vários anos, Kristiansen era um alcoólatra assumido. A reviravolta, segundo ele, foi quando certo dia ele se encontrava pendurado por um braço para fora de uma janela no quarto andar, sem ideia de como ele chegou lá. Após este incidente, ele alega não ter mais ingerido qualquer tipo de álcool que seja. Atualmente é casado com Vivian Slaughter, baixista e vocalista da banda japonesa Gallhammer.

## Com o Mayhem
Maniac se juntou ao Mayhem em 1986 após a saída do vocalista Messiah. Esteve na banda até 1988, quando foi substituído por Kittil. Quando Hellhammer decidiu reunir novamente o Mayhem, em 1995, após as mortes dos membros Dead e Euronymous, ele convidou Maniac para retornar como vocalista da banda.
Era conhecido por ter performances extremamente extravagantes no palco. Quando ele tinha um sentimento particularmente bom sobre o público, se automutilava, frequentemente acabando em unidades de terapia intensiva. No entanto, "... quando percebemos que o corte havia se tornado um fenômeno que fazia o público vir para assistir, eu parei de fazê-lo."
Maniac estava na banda até 2004, quando foi forçado a sair. Ele tinha desenvolvido extremo medo de palco, além do alcoolismo. Num comunicado de imprensa, ele também citou a falta de tempo como sendo um fator vital.

## Discografia

### Mayhem
- Deathcrush (1987)
- Wolf's Lair Abyss (1997)
- Mediolanum Capta Est (1999)
- Grand Declaration of War (2000)
- European Legions (2001)
- Chimera (2004)
- Atavistic Black Disorder / Kommando (2021)

### Skitliv[5]
- Kristiansen and Kvarforth Swim in the Sea of Equilibrium While Waiting (2007)
- Amfetamin (MCD) (2008)
- Skandinavisk misantropi (2009)